# Гаубалд
Гаубалд (на немски: Gaubald, Gawibald, Geupald, Gaibald, * ок. 700, † 23 декември 761) е първият епископ на Регенсбург от 739 до 761 г. Той е Светия.

## Биография
Помазан е за епископ през 739 г. от Бонифаций в Регенсбург. Гаубалд е също абат-епископ на манастир Санкт Емерам. През 740 г. той погребва костите на Емерам в криптата на по-късното абатство на бенедиктините.
Гаубалд умира на 23 декември 761 г. и се погребан до входа на криптата Рамволд към Ст. Емерам в Регенсбург.